# Zizaniopsis bonariensis
Zizaniopsis bonariensis là một loài thực vật có hoa trong họ Hòa thảo. Loài này được (Balansa & Poitr.) Speg. miêu tả khoa học đầu tiên năm 1902.